# Il était une fois Wikipédia
Pour plus de détails, voir Fiche technique et Distribution.
Il était une fois Wikipédia,, ou Il était une fois Wikipedia : 20 ans d'encyclopédie en ligne, (allemand : Das Wikipedia Versprechen – 20 Jahre Wissen für alle?, et anglais : Wikipedia and the Democratization of Knowledge) est un téléfilm documentaire allemand réalisé par les réalisateurs Lorenza Castella et Jascha Hannover, publié le 5 janvier 2021 pour le WDR en coopération avec Arte.

## Synopsis
Le film se penche sur les vingt ans d’histoire de Wikipédia. Le développement de l’ancêtre Nupedia au début du projet en 2001 et jusqu’en 2020, dans lequel Wikipédia a développé dans de loin la plus grande encyclopédie de tous les temps avec plus de 50 millions d’articles dans de nombreuses langues, est montré.
En plus des fondateurs Jimmy Wales et Larry Sanger, des auteurs d’Allemagne, de France, du Ghana, d’Afrique du Sud, des États-Unis et d’autres pays discutent de leurs réflexions sur le projet. Les succès et les aspects critiques du projet sont discutés. L’influence exercée par les hommes politiques, les États et les entreprises, et la représentation limitée des biographies et des sujets des femmes d’Afrique ou d’Asie sont des sujets du film.
Vers la fin du film, un Wikipédia sud-africain avec la langue maternelle Xitsonga est présenté, qui a été déçu qu’il n’y avait qu’environ quatre-vingts articles dans la langue Xitsonga Wikipédia quand il a commencé. Il ne pouvait pas facilement les développer et les éditer, puisque Wikipédia nécessite des sources écrites et vérifiables. Dans sa culture, la transmission orale des histoires est la méthode principale pour transmettre des légendes et des mythes au fil des générations. Les informations vérifiables enregistrées par écrit ont été principalement enregistrées par les « Européens coloniaux blancs ». Dans certains cas, ces comptes différaient considérablement des points de vue et des informations concernant le groupe ethnique. Toutes les informations de l’humanité ne sont pas transmises comme des informations vérifiables enregistrées par écrit, mais beaucoup aussi sous forme de transmission orale.
Par conséquent, les critères de qualité de Wikipédia ne peuvent pas répondre pleinement aux sources décrivant cette culture. Le film continue de discuter si une nouvelle innovation de Wikipédia est nécessaire. Permettre aux rédacteurs de consigner de l’information provenant des traditions orales. Dans ce contexte, il remet en question la conception antérieure de la vérifiabilité des connaissances tirée du dossier écrit est eurocentrique. Si Wikipédia, qui est basé exclusivement sur l’écrit, informations vérifiables, peut être appelé « neutre », ou seulement refléter une vision occidentale, eurocentrique.

## Fiche technique
- Titre original : Das Wikipedia Versprechen – 20 Jahre Wissen für alle?
- Production : Andre Schäfer
- Scénario : Lorenza Castella Jascha Hanovre
- Réalisateur : Lorenza Castella, Jascha Hanovre
- Musique : Martin Gerke
- Caméra : Julia Schlingmann
- Montage : Johannes Hiroshi Nakajima
- Pays :  Allemagne
- Langue : Allemand et français
- Durée : 52 minutes
- Première diffusion : 5 janvier 2021

## Distribution
- Katherine Maher
- Jimmy Wales
- Simon Winchester
- Andrew Keen (en)
- Felix Nartey
- Ivonne González Nuñez
- Sverker Johansson
- May Hachem
- Achim Raschka
- Dumisani Ndubane
- Larry Sanger
- Emna Mizouni
- Martin Cohen (en)
- Marvin Oppong
- Theresa Hannig
- Aaron Halfaker (en)

## Production et distribution
Le film a été réalisé par Florianfilm GmbH pour le compte de WDR et en coopération avec Arte. La première diffusion à la télévision gratuite allemande a eu lieu le 5 janvier 2021 à 23 h 50 sur Arte. Le film était disponible deux jours plus tôt dans la médiathèque en ligne d’Arte et a été téléchargé sur YouTube le 4 janvier. Une version sous-titrée en anglais est disponible sur le site Web depuis le 15 janvier 2021, et le même jour, une version doublée en anglais a été publiée sur YouTube.

## Réception
Dans une critique pour Deutschlandfunk Kultur, Matthias Dell a décrit le film comme un bon aperçu de l’histoire du projet, en essayant de « peser et d’objectiver » beaucoup. Sinon, le film est seulement vague et fonctionne « comme une entrée moyenne Wikipédia » selon Dell. Pour lui, la discussion sur les normes de production du savoir est le point le plus fort du film – par exemple, comment les normes occidentales de production du savoir devraient s’appliquer aux parties du monde qui ne sont pas… Influence occidentale et ont une tradition orale plus forte de transfert de connaissances.
Cependant, en ce qui concerne des questions comme comment la connaissance objective peut être, ce que les normes de pertinence sont dans une perspective globale ou quel rôle Wikipédia pourrait jouer dans l’économie des plateformes de médias, pour Dell le film « n’est pas une contribution unique ». Le ton général enthousiaste a laissé Dell avec l’impression que c’était un « film promotionnel » pour Wikipédia.
Dans une revue du quotidien Neues Deutschland, Bahareh Ebrahimi écrit que le documentaire montre les « contradictions d’un projet autrefois utopique ». Selon Ebrahimi, « le lexique autrefois radical, qui ne voulait en fait rien avoir à faire avec la science traditionnelle, est très similaire à la science traditionnelle – occidentale – 20 ans après sa fondation ». Le film montre que les « auteurs de Wikipédia s’appellent maintenant les historiens du Nouveau Monde », mais ont « presque le même problème que les anciens historiens », à savoir vouloir travailler « globalement sans pouvoir penser globalement ».